# محطة قطار حاسي الهواري
محطة قطار حاسي الهواري هي محطة سكة حديد جزائرية سابقة تقع ببلدية بشار في ولاية بشار.

## وضع السكك الحديدية
تقع المحطة على ارتفاع 843,520 متر، وتقع عند نقطة الكيلومتر (PK) 626,123 من الخط الممتد من وادي تليلات إلى بشار ، حيث تسبقها محطة قطار بن زيراق المغلقة وتتبعها محطة بشار .

## تاريخ
افتتحت المحطة سنة 1906 عند دخول القسم الممتد من بن زيراق إلى محطة قطار بشار الخدمة من خط السكة الحديد الضيق القديم من وهران إلى قنادسة عبر سعيدة . سبقتها محطة بن زيراق القديمة وتلتها محطة بشار ، وكانت تقع عند PK 724,200 من هذا الخط.
تعتبر هذه المحطة من بين المحطات المحصنة في الجزائر التي بناها الجيش الفرنسي بين عامي 1881 و1906 على طول الخط الرابط بين سعيدة وبشار.

## خدمة الركاب
في عام 2023، أخرجت هذه المحطة عن الخدمة لم تعد تتوقف عندها قطارات شركة النقل بالسكك الحديدية الوطنية .

### مقالات ذات صلة
- خط من وادي تليلات إلى بشار
- خط من وهران إلى قنادسة
- قائمة محطات القطارات في الجزائر

### روابط خارجية
- "ش.و.ن.س.ح". الشركة الوطنية للنقل بالسكك الحديدية. مؤرشف من الأصل في 2025-05-05.